# 立陶宛國家奧林匹克委員會
立陶宛國家奧林匹克委員會（National Olympic Committee of Lithuania）是立陶宛的國家奧林匹克委員會。該組織成立於1924年，後因被蘇聯吞併而消失。1991年，蘇聯解體，立陶宛隨之獨立，並再次成立屬於他們的國家奧林匹克委員會。同年，獲加入國際奧林匹克委員會和歐洲奧林匹克委員會。
現時，立陶宛國家奧林匹克委員會的總部設在首都維爾紐斯，主席為前射擊運動員戴娜·古金納維奇特，她於2012年起出任此職。

## 資料來源
1. ↑  .   [2014-06-12]. （原始内容存档于2008-12-31）.